# Cancosa
Cancosa es un poblado aimara altiplanico la Región de Tarapacá (Chile), a las faldas del volcán Sillajhuay, próximo a la frontera con Bolivia.
Según se indica en los archivos del Conservador de Bienes Raíces de la comuna de Iquique (actualmente en el archivo nacional), el pueblo habría sido fundado por las familias: Moscoso, Challapa, Ticuna y Mamani. 
El poblado cuenta con escuela, biblioteca, junta de vecinos, albergue turístico, club deportivo y retén de Carabineros de Chile. Sus habitantes viven de la agricultura de quinoa y ganadería de llamas y alpacas, además del turismo y la artesanía. También hay cuatro campos minados y que en cumplimiento del tratado de Otawa, deben ser retirados antes del año 2020, por parte del estado del Chile.

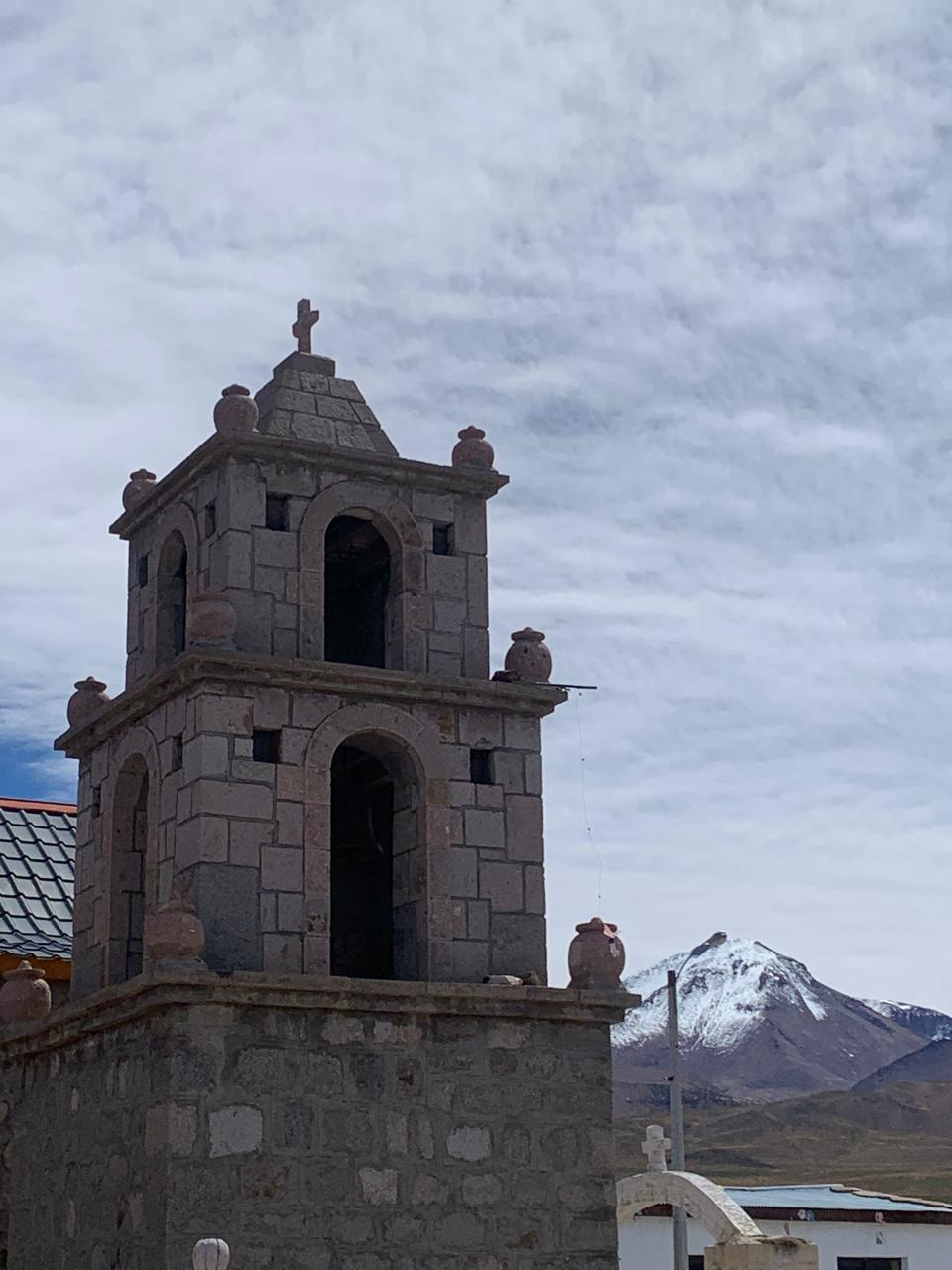
Campanario iglesia de Cancosa con el Volcán Sillajuay de fondo.

## Festividades
- El 3 de mayo se celebra la fiesta patronal San Felipe.
- El día 21 de junio se celebra el Año Nuevo aymara o “Willka Kuti” que significa retorno del sol o "Machaq Mara", simboliza el retorno del sol y el nuevo ciclo agrícola. [3]
- El día 2 de noviembre se celebra el día de los difuntos.
- Durante dos días de febrero se realiza el floreo, tradición aimara que consiste en la marcación de llamas y alpacas, adornarlos con flores de lana de diferentes colores.[4]